# Membre inférieur (anatomie humaine)
« Jambe » redirige ici. Pour les autres significations, voir Jambe (homonymie).
Pour un article plus général, voir Squelette humain.

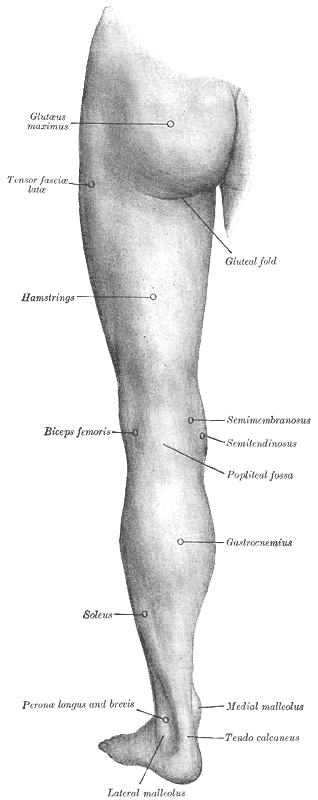
Membre inférieur humain gauche, vu de dos.

Les membres inférieurs chez l'Homme sont les membres de la locomotion, permettant aux humains de se soutenir et de se déplacer d'un endroit à un autre en marchant.
Les membres inférieurs sont formés de six parties ou régions principales :
1. La partie supérieure s'appelle la région glutéale, située entre le bassin et la cuisse.
2. La région fémorale (la cuisse), située entre la hanche et la région du genou.
3. La région du genou, située entre la cuisse et la jambe.
4. La région crurale (la jambe), située entre le genou et la cheville.
5. La région talo-crurale (la cheville ou cou-de-pied), située entre le pied et la jambe.
6. La partie inférieure s'appelle la région du pied.

Les espèces animales se déplaçant sur deux membres inférieurs sont appelées bipèdes ; et les espèces sur quatre membres, des quadrupèdes.
Note : dans l'article, le mot jambe réfère au segment de membre.

## Anatomie descriptive du membre inférieur humain

### Ostéologie
Le fémur est l'os de la cuisse. C'est l'os le plus long du squelette humain. Son extrémité supérieure est composée d'une tête (elle a la forme de deux tiers de sphère) qui s'articule avec l'os coxal (le bassin) dans la cavité cotyloïdienne, ainsi que d'un col qui relie la diaphyse fémorale à la tête.
La patella (ou rotule) est l'os du genou, qui s'attache grâce à des tendons, par-dessus l'articulation même du genou, pour la protéger.
Le tibia et la fibula (ou péroné) sont les os de la jambe. Le tibia s'articule en haut via les plateaux tibiaux à la partie inférieure du fémur (condyles fémoraux). La partie inférieure de la fibula forme, avec la partie inférieure du tibia, le tenon de l'articulation de la cheville : la pince bimalléolaire.
La mortaise est le talus (ou astragale), assis sur l'os calcanéus (ou calcanéum).
Les sept os du tarse, les cinq métatarsiens ainsi que quatorze phalanges forment les os du pied.

### Muscles
- De la cuisse
- De la jambe
- Du pied

### Vaisseaux

#### Cuisse
L'artère fémorale fait suite à l'artère iliaque externe et se termine en devenant l'artère poplitée.
Elle donne six collatérales :
- l'artère épigastrique superficielle
- l'artère circonflexe iliaque superficielle
- l'artère pudentale externe supérieure
- l'artère pudentale interne supérieure
- l'artère profonde de la cuisse ou fémorale profonde qui irrigue les muscles et les téguments de quasiment toute la cuisse
- l'artère descendante du genou

#### Genou
L'artère poplitée, palpable dans le creux poplité, irrigue le genou et donne :
- les artères supéro-latérales et supéro-médiales du genou
- l'artère moyenne du genou
- les artères inféro-latérales et inféro-médiales du genou
- les artères surales médiales et latérales fg

#### Mollet
L'artère tibiale antérieure donne :
- l'artère récurrente tibiale supérieure
- l'artère circonflexe de la fibula
- l'artère récurrente tibiale inférieure
- l'artère malléolaire antéro-médiale
- l'artère malléolaire antéro-latéral

L’arrière du genou et le genou arrière 
L'artère tibiale postérieure

#### Pied
L'artère dorsale du pied est la prolongation pédieuse de l'artère tibiale antérieure.

#### Veines
Les veines du corps humain ont deux réseaux : un réseau superficiel et un autre profond. Le profond suit le trajet des artères.

### Nerfs
La jambe est innervée par 3 principaux nerfs qui sont : Le nerf saphène qui est un nerf superficiel, Le nerf tibial et le nerf fibulaire commun qui prennent naissance à partir du nerf sciatique.

## Évolution
Les jambes dérivent des pattes postérieures des tétrapodes.

## Pathologies

### Classification internationale des phénomènes douloureux (jambe/pied)
La classification internationale donne les noms en anglais.
Douleurs concernant le système jambe-pied (groupe XXXI)
- Lateral Femoral Cutaneous Neuropathy (Meralgia Paresthetica) (XXXI-1)
- Obturator Neuralgia (XXXI-2)
- Femoral Neuralgia (XXXI-3)
- Sciatica Neuralgia (XXXI-4)
- Interdigital Neuralgia of the Foot (Morton’s Metatarsalgia) (XXXI-5)
- Injection Neuropathy (XXXI-6)
- Piriformis Syndrome (XXXI-8)[2],[3]
- Painful Legs and Moving Toes (XXXI-9)[4],[5],[6]
- Metastatic Disease (XXXI-10)
- Peroneal Muscular Atrophy (Charcot-Marie-Tooth Disease) (XXXI-11)

Douleurs d'origine musculosquelettiques de la Hanche et de la cuisse (GROUP XXXII)
- Ischial Bursitis (XXXII-1)
- Trochanteric Bursitis (XXXII-2)
- Osteoarthritis of the Hip (XXXII-3)

Syndromes douloureux de la jambe, d'origine musculo-squelettique (groupe XXXIII)
- Spinal Stenosis (en français : « Sténose spinale ») (XXXIII-1)
- Osteoarthritis of the Knee (XXXIII-2)
- Night Cramps (crampes nocturnes du mollet) (XXXIII-3)
- Plantar Fasciitis (en français : « aponévrosite plantaire ou fasciite plantaire ») (XXXIII-4)